# Pieszczanka (ssaki)
Pieszczanka (Rhombomys) – rodzaj ssaka z podrodziny myszoskoczków (Gerbillinae) w obrębie rodziny myszowatych (Muridae).

## Zasięg występowania
Rodzaj obejmuje jeden żyjący współcześnie gatunek występujący w środkowej i południowej Azji. 

## Morfologia
Długość ciała (bez ogona) 150–185 mm, długość ogona 130–160 mm; masa ciała 169–275 g. 

## Systematyka
Rodzaj zdefiniował w 1841 roku niemiecki paleontolog i zoolog Johann Andreas Wagner na łamach Gelehrte Anzeigen der Königlich Bayerischen Akademie der Wissenschaften zu München. Na gatunek typowy Wagner wyznaczył pieszczankę wielką (R. opimus). 

### Etymologia
- Rhombomys: gr. ῥομβος rhombos ‘romb’; μυς mus, μυος muos ‘mysz’[10].
- Amphiaulacomys: gr. αμφι amphi ‘dookoła’; αυλαξ aulax, αυλακος aulakos ‘bruzda, rowek’; μυς mus, μυος muos ‘mysz’[11]. Gatunek typowy: Rhombomys pallidus J.A. Wagner, 1841 (= Meriones opimus H. Lichtenstein, 1823).
- Pliorhombomys: pliocen ‘epoka geologiczna’, od gr. πλειων pleiōn ‘więcej’, forma wyższa od πολυς polus ‘wiele’[12]; rodzaj Rhombomys Wagner, 1841. Gatunek typowy: Pliorhombomys gromovi Fokanov, 1976.

### Podział systematyczny
Do rodzaju należy jeden występujący współcześnie gatunek: 
- Rhombomys opimus (H. Lichtenstein, 1823) – pieszczanka wielka

Opisano również gatunek wymarły z fanerozoiku Turkmenistanu:
- Rhombomys gromovi (Fokanov, 1976)